# Міхаель Шудріх
Міхаель Йосеф Шудріх (івр. מייקל שודריך‎, пол. Michael Joseph Schudrich, англ. Michael Joseph Schudrich; 15 червня 1955, Нью-Йорк, США) — американський рабин і нинішній головний рабин Польщі. Найстарший із чотирьох дітей рабина Давіда Шудріха та Доріс Ґольдфарб Шудріх.

## Біографія
Народився в Нью-Йорку 15 червня 1955 року. Шудріх жив у Патчогу, штат Нью-Йорк, де його батько служив рабином. Його дідусь і бабуся емігрували до Сполучених Штатів з Балигорода, Польща, ще до Другої світової війни.
Здобувши освіту в єврейських денних школах в Нью-Йорку, 1977 року Шудріх закінчив Університет Стоні-Брук за спеціальністю релігієзнавство і здобув ступінь магістра історії в Колумбійському університеті в 1982 році. Він отримав консервативну сміху (рабинське освячення) в Єврейській теологічній семінарії Америки, а пізніше ортодоксальну сміху через Університет-Єшива від рабина Моше Тендлера. Він служив рабином єврейської громади Японії з 1983 по 1989 рік.
Очолювавши єврейські групи в численних подорожах Європою, Шудріх почав працювати у Фонді Рональда С. Лаудера і проживав у Варшаві, Польща, з 1992 по 1998 рік.
У червні 2000 року повернувся до Польщі як рабин міст Варшава та Лодзь, а в грудні 2004 року був призначений головним рабином Польщі. Шудріх відіграв центральну роль у «єврейському ренесансі» в Польщі.
Шудріх є членом Рабинської ради Америки та Конференції європейських рабинів. У Кашруті він співпрацює з Ортодоксальним союзом, Головним рабинатом Ізраїлю та іншими кашрутськими організаціями. Шудріх громадянин Польщі з 3 листопада 2005 року й нині має як американське, так і польське громадянство.
27 травня 2006 року на Шудріха в центрі Варшави напав 33-річний чоловік із застосуванням перцевого балончика, Шудріх завдав удару у відповідь. За даними поліції, зловмисник мав зв'язки з «нацистськими організаціями» та мав історію хуліганства, пов'язаного з футболом. Напад на Шудріха викликав засудження польських ЗМІ та політиків.
Рабин Шудріх мав запрошення летіти на літаку, який розбився 10 квітня 2010 року, де загинули 96 людей, включаючи президента Польщі. Він відмовився від польоту, оскільки це порушило б шабат, це рішення врятувало йому життя.
У лютому 2018 року рабин Шудріх вступив у дискусію з польським парламентом з надією внести зміни до запропонованого закону про права тварин, який обмежить кошерний забій у Польщі. Протягом того ж місяця він закликав єврейських лідерів утриматися від бойкоту Польщі через «закон про Голокост», який криміналізує будь-які публічні заяви про те, що польська нація була причетною до нацистських військових злочинів.

## Виноски
1. ↑  Чеська національна авторитетна база даних
2. ↑  «Balancing Hate, Renaissance in Poland» [Архівовано 11 жовтня 2016 у Wayback Machine.] The Jewish Week, May 6, 2009
3. ↑  «In Poland, a Jewish Renaissance» [Архівовано 12 березня 2022 у Wayback Machine.] NPR interview, April 9, 2007
4. 1 2  Warsaw's wounds. The Economist. 24 лютого 2011. Архів оригіналу за 18 березня 2018. Процитовано 12 березня 2022.
5. ↑  Arrest In Polish CBS News, June 29, 2006. Архів оригіналу за 25 жовтня 2012. Процитовано 12 березня 2022.
6. ↑  Saved by Keeping Sabbath: Interview with Poland's Chief Rabbi. Архів оригіналу за 7 травня 2021. Процитовано 12 березня 2022.
7. ↑  Poland Chief Rabbi Pushing to Amend Animal-rights Bill to Protect Kosher Slaughter. Haaretz (англ.). 12 лютого 2018. Архів оригіналу за 12 березня 2022. Процитовано 12 грудня 2018.
8. ↑  Maltz, Judy (26 лютого 2018). Poland's Chief Rabbi Implores Jewish Leaders Not to Boycott His Country Over Holocaust Law. Haaretz (англ.). Архів оригіналу за 1 березня 2021. Процитовано 12 грудня 2018.